# 585
Il 585 (DLXXXV in numeri romani) è un anno  del VI secolo.

## Eventi
- Si tiene a Mâcon, Francia, un sinodo dei vescovi francesi dal quale, 1200 anni dopo, nascerà la leggenda del Concilio di Mâcon.
- Finisce il Regno suebo: Leovigildo, re dei Visigoti, invade la Galizia.

## Nati
- Garibaldo II di Baviera, duca tedesco († 630)
- Papa Onorio I, papa e vescovo († 638)
- Abu Fuhayra, arabo († 625)
- Miqdad ibn Aswad, generale arabo († 653)

## Morti
- 13 aprile - Ermenegildo, principe visigoto
- 14 settembre - Bidatsu, imperatore giapponese (n. 538)
- Gundovaldo, principe franco
- Ennio Mummolo, militare franco

## Calendario
| Calendario 585 | Calendario 585 | Calendario 585 | Calendario 585 | Calendario 585 | Calendario 585 | Calendario 585 | Calendario 585 | Calendario 585 | Calendario 585 | Calendario 585 | Calendario 585 | Calendario 585 | Calendario 585 | Calendario 585 | Calendario 585 | Calendario 585 | Calendario 585 | Calendario 585 | Calendario 585 | Calendario 585 | Calendario 585 | Calendario 585 | Calendario 585 | Calendario 585 | Calendario 585 | Calendario 585 | Calendario 585 | Calendario 585 | Calendario 585 | Calendario 585 | Calendario 585 | Calendario 585 |
| -------------- | -------------- | -------------- | -------------- | -------------- | -------------- | -------------- | -------------- | -------------- | -------------- | -------------- | -------------- | -------------- | -------------- | -------------- | -------------- | -------------- | -------------- | -------------- | -------------- | -------------- | -------------- | -------------- | -------------- | -------------- | -------------- | -------------- | -------------- | -------------- | -------------- | -------------- | -------------- | -------------- |
|                | 1              | 2              | 3              | 4              | 5              | 6              | 7              | 8              | 9              | 10             | 11             | 12             | 13             | 14             | 15             | 16             | 17             | 18             | 19             | 20             | 21             | 22             | 23             | 24             | 25             | 26             | 27             | 28             | 29             | 30             | 31             |                |
| Gennaio        | Lu             | Ma             | Me             | Gi             | Ve             | Sa             | Do             | Lu             | Ma             | Me             | Gi             | Ve             | Sa             | Do             | Lu             | Ma             | Me             | Gi             | Ve             | Sa             | Do             | Lu             | Ma             | Me             | Gi             | Ve             | Sa             | Do             | Lu             | Ma             | Me             |                |
| Febbraio       | Gi             | Ve             | Sa             | Do             | Lu             | Ma             | Me             | Gi             | Ve             | Sa             | Do             | Lu             | Ma             | Me             | Gi             | Ve             | Sa             | Do             | Lu             | Ma             | Me             | Gi             | Ve             | Sa             | Do             | Lu             | Ma             | Me             |                |                |                |                |
| Marzo          | Gi             | Ve             | Sa             | Do             | Lu             | Ma             | Me             | Gi             | Ve             | Sa             | Do             | Lu             | Ma             | Me             | Gi             | Ve             | Sa             | Do             | Lu             | Ma             | Me             | Gi             | Ve             | Sa             | Do             | Lu             | Ma             | Me             | Gi             | Ve             | Sa             |                |
| Aprile         | Do             | Lu             | Ma             | Me             | Gi             | Ve             | Sa             | Do             | Lu             | Ma             | Me             | Gi             | Ve             | Sa             | Do             | Lu             | Ma             | Me             | Gi             | Ve             | Sa             | Do             | Lu             | Ma             | Me             | Gi             | Ve             | Sa             | Do             | Lu             |                |                |
| Maggio         | Ma             | Me             | Gi             | Ve             | Sa             | Do             | Lu             | Ma             | Me             | Gi             | Ve             | Sa             | Do             | Lu             | Ma             | Me             | Gi             | Ve             | Sa             | Do             | Lu             | Ma             | Me             | Gi             | Ve             | Sa             | Do             | Lu             | Ma             | Me             | Gi             |                |
| Giugno         | Ve             | Sa             | Do             | Lu             | Ma             | Me             | Gi             | Ve             | Sa             | Do             | Lu             | Ma             | Me             | Gi             | Ve             | Sa             | Do             | Lu             | Ma             | Me             | Gi             | Ve             | Sa             | Do             | Lu             | Ma             | Me             | Gi             | Ve             | Sa             |                |                |
| Luglio         | Do             | Lu             | Ma             | Me             | Gi             | Ve             | Sa             | Do             | Lu             | Ma             | Me             | Gi             | Ve             | Sa             | Do             | Lu             | Ma             | Me             | Gi             | Ve             | Sa             | Do             | Lu             | Ma             | Me             | Gi             | Ve             | Sa             | Do             | Lu             | Ma             |                |
| Agosto         | Me             | Gi             | Ve             | Sa             | Do             | Lu             | Ma             | Me             | Gi             | Ve             | Sa             | Do             | Lu             | Ma             | Me             | Gi             | Ve             | Sa             | Do             | Lu             | Ma             | Me             | Gi             | Ve             | Sa             | Do             | Lu             | Ma             | Me             | Gi             | Ve             |                |
| Settembre      | Sa             | Do             | Lu             | Ma             | Me             | Gi             | Ve             | Sa             | Do             | Lu             | Ma             | Me             | Gi             | Ve             | Sa             | Do             | Lu             | Ma             | Me             | Gi             | Ve             | Sa             | Do             | Lu             | Ma             | Me             | Gi             | Ve             | Sa             | Do             |                |                |
| Ottobre        | Lu             | Ma             | Me             | Gi             | Ve             | Sa             | Do             | Lu             | Ma             | Me             | Gi             | Ve             | Sa             | Do             | Lu             | Ma             | Me             | Gi             | Ve             | Sa             | Do             | Lu             | Ma             | Me             | Gi             | Ve             | Sa             | Do             | Lu             | Ma             | Me             |                |
| Novembre       | Gi             | Ve             | Sa             | Do             | Lu             | Ma             | Me             | Gi             | Ve             | Sa             | Do             | Lu             | Ma             | Me             | Gi             | Ve             | Sa             | Do             | Lu             | Ma             | Me             | Gi             | Ve             | Sa             | Do             | Lu             | Ma             | Me             | Gi             | Ve             |                |                |
| Dicembre       | Sa             | Do             | Lu             | Ma             | Me             | Gi             | Ve             | Sa             | Do             | Lu             | Ma             | Me             | Gi             | Ve             | Sa             | Do             | Lu             | Ma             | Me             | Gi             | Ve             | Sa             | Do             | Lu             | Ma             | Me             | Gi             | Ve             | Sa             | Do             | Lu             |                |